# Zima Muminków
Zima Muminków (szwedzki tytuł Trollvinter) – jest szóstą z serii książek o Muminkach Tove Jansson, opublikowaną w 1957 roku. W tej książce Jansson przyjmuje ciemniejszy, bardziej introspekcyjny ton w porównaniu z wcześniejszymi książkami, kontynuowany w dalszej części serii. Często w książce Muminek jest samotny, nieszczęśliwy, zły lub przestraszony – rezultat bycia zmuszonym do przetrwania w świecie, do którego czuje, że nie należy. Zachowując urok poprzednich powieści, historia obejmuje bardziej dogłębną eksplorację postaci Muminka niż wcześniej.
Zima Muminków jest podstawą scenariusza odcinków 22, 23 i 37 serialu telewizyjnego z 1990 roku.

## Fabuła
Podczas gdy reszta rodziny Muminków jest w głębokim śnie zimowym, Muminek budzi się i nie może zasnąć.
Odkrywa nieznany dotąd świat, w którym słońce nie wschodzi, a ziemia jest pokryta zimnym, białym, mokrym proszkiem.
Muminek na początku jest samotny, ale wkrótce spotyka Too-tiki, mieszkającą w kabinie kąpielowej, która śpiewa tajemnicze piosenki, i starą przyjaciółkę, Małą Mi (który cieszy się zjeżdżaniem po zaśnieżonych wzgórzach na srebrnej tacy Mamy Muminka).
Przyjaciele budują śnieżnego konia dla Pani Zimna i opłakują odejście roztargnionej wiewiórki, która wpatrywała się w oczy Pani i zamarzła. Wiewiórka zostaje jednak zauważona żywa przez Muminka na końcu książki i wydaje się, że mogła wrócić do życia.
Wraz z postępującą zimą wielu bohaterów (zwłaszcza Buka, mały pies Ynk i hałaśliwy, uwielbiający narciarstwo Paszczak) przybywa do Doliny Muminków w poszukiwaniu ciepła, schronienia i zapasów dżemu Mamy Muminka.